# Kbk wz. 2005 Jantar
Kbk wz. 2005 Jantar je poljska eksperimentalna jurišna puška bullpup dizajna. Dizajnirala ju je tvrtka Wojskowa Akademia Techniczna (WAT) koja je u državnom vlasništvu. Puška je temeljena na modelu Kbs wz. 1996 Beryl.
Riječ je o prototipu bullpup konfiguracije koji nije bio namijenjen za masovnu proizvodnju, nego je razvijen kako bi se steklo znanje i iskustvo potrebno za program modernizacije poljske vojske.

## Vanjske poveznice
- Lucznik.com.pl  Arhivirana inačica izvorne stranice od 27. svibnja 2011. (Wayback Machine)
- Web stranica proizvođača Fabryka Broni Łucznik  Arhivirana inačica izvorne stranice od 12. ožujka 2007. (Wayback Machine)